# Einbaum von Gartrop-Bühl

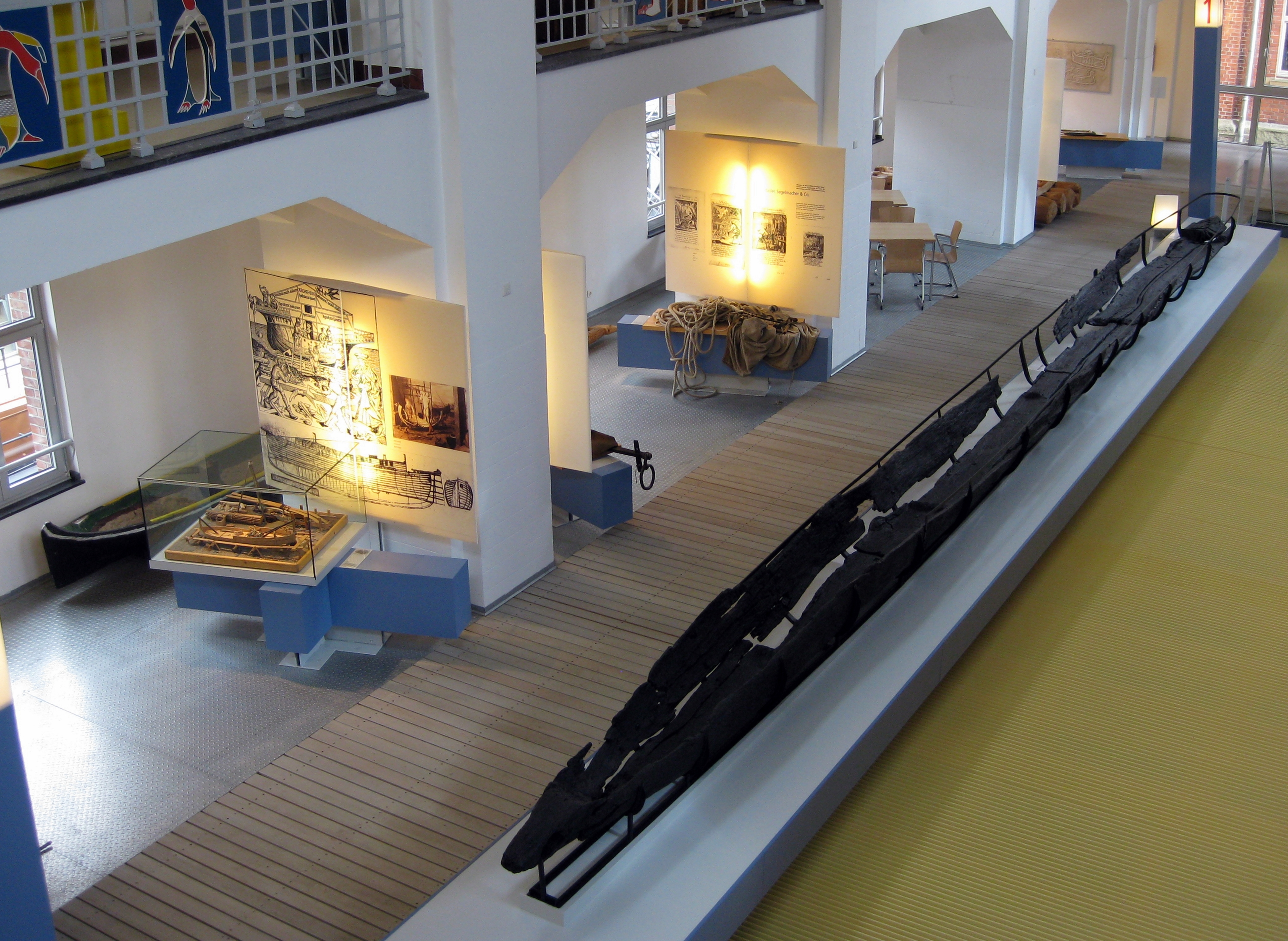
Einbaum von Gartrop-Bühl im Museum der Deutschen Binnenschifffahrt

Der ursprünglich etwa 17,0 m lange Einbaum von Gartrop-Bühl nordöstlich von Hünxe wurde 1950 aus dem Lippedeich geborgen. Er ist inzwischen geschrumpft und nur etwa 15,0 Meter lang. Er ist der größte historische Einbaum, der bisher in Europa gefunden wurde.
Im Jahr 2008 erfolgte im Rahmen seiner Präsentation im Museum der Deutschen Binnenschifffahrt in Duisburg-Ruhrort eine dendrochronologische Untersuchung. Der Einbaum aus Eiche datiert demnach aus der ersten Hälfte des 4. Jahrhunderts v. Chr. Seine Formmerkmale werfen hinsichtlich seiner Funktion Fragen auf. Angesichts der besonderen Merkmale lässt sich eine Funktion als Schwimmkörper für eine Lippefähre vermuten.
Aus Nordrhein-Westfalen sind rund 60 Einbaumfunde bekannt. Einbäume dienten vielfältigen Zwecken, etwa dem Fischfang oder dem Transport von Mensch und Ladung.